# Carson Automotive Engineering

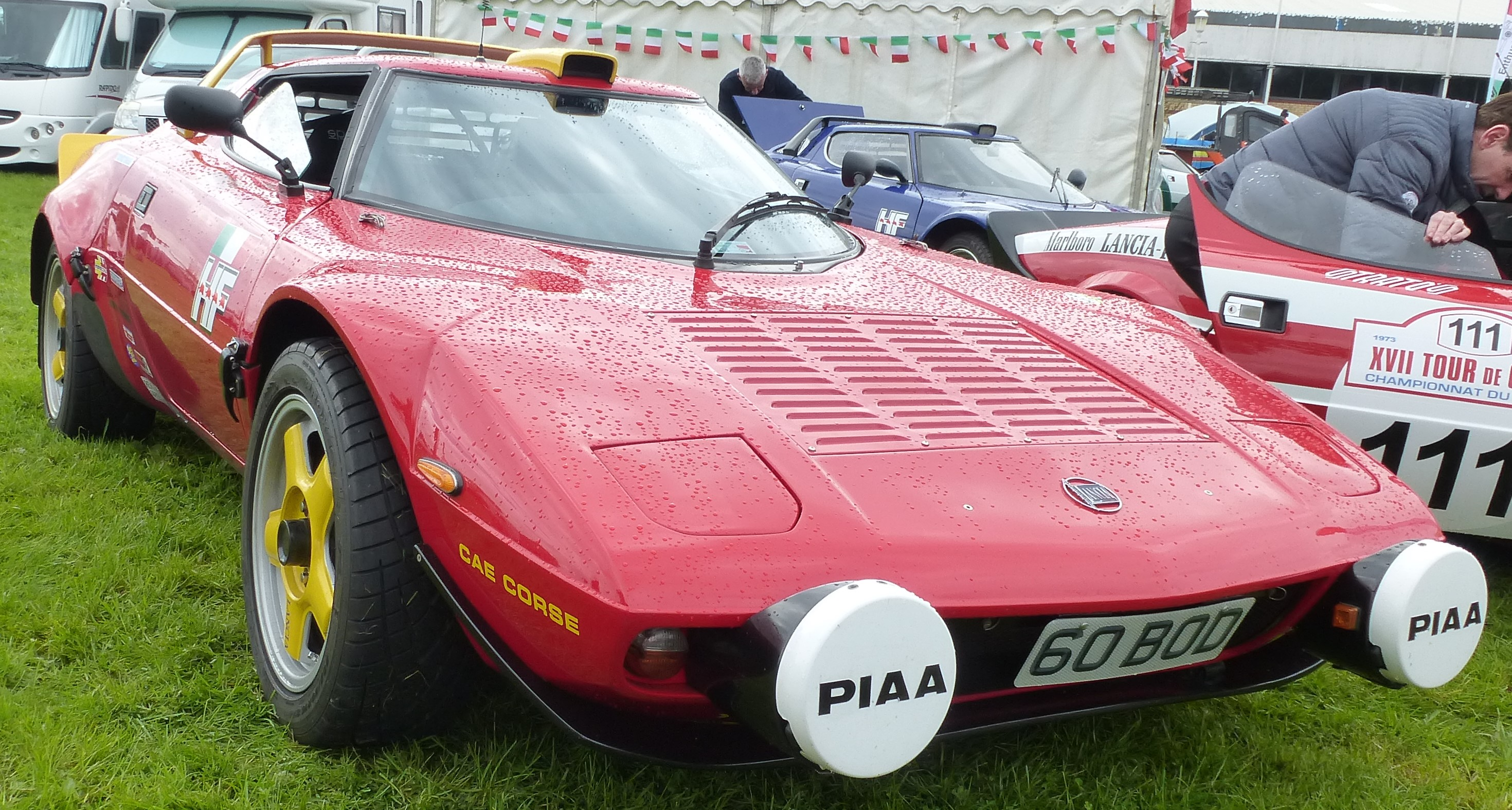
Carson Corse

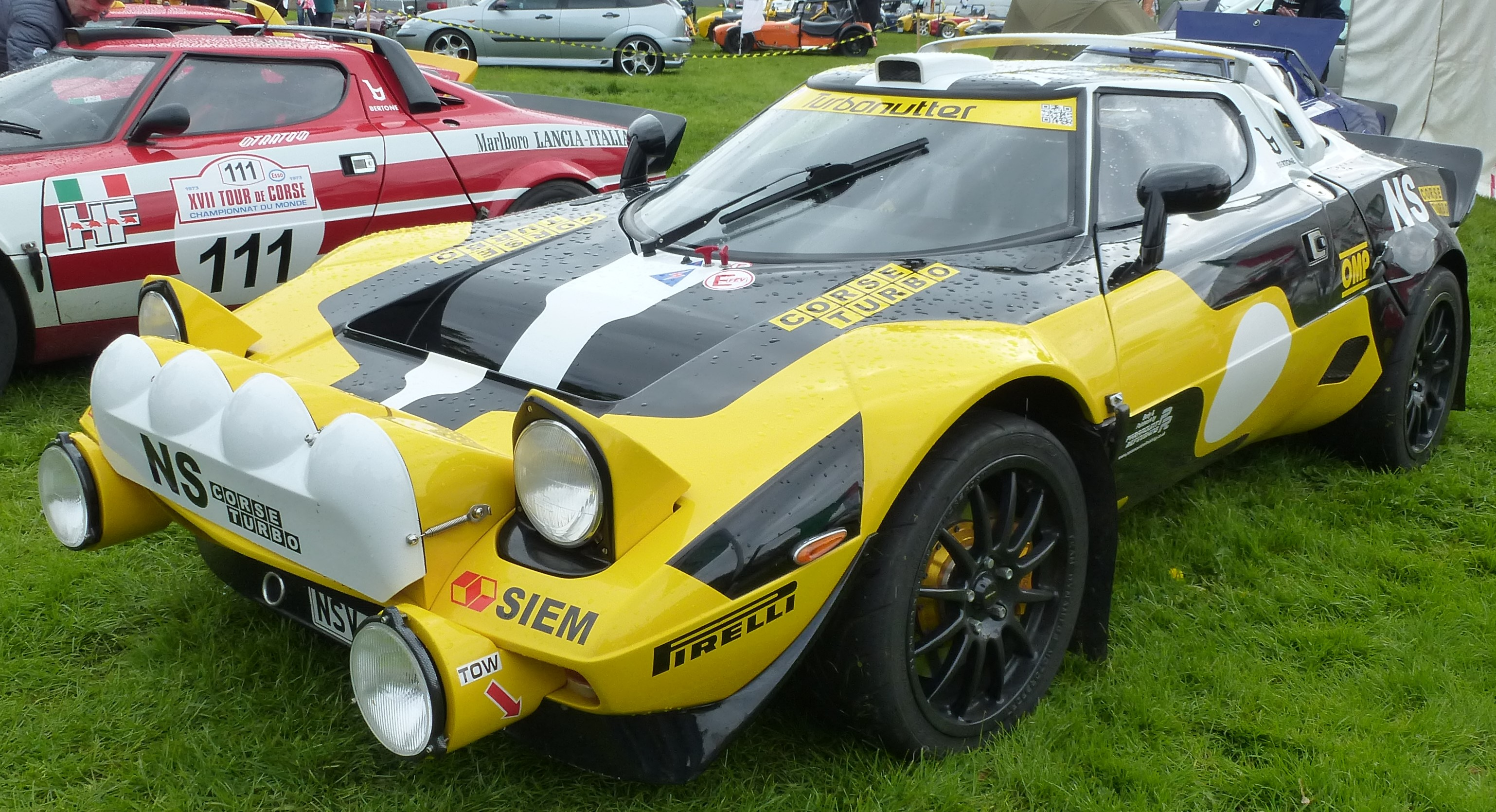
Carson Corse

Carson Automotive Engineering war ein britischer Hersteller von Automobilen.

## Unternehmensgeschichte
Hugh Carson gründete 1992 das Unternehmen in Skipton in der Grafschaft North Yorkshire. Er begann mit der Produktion von Automobilen und Kits. Der Markenname lautete Carson. 1999 endete die Produktion. Hennessey Racing, wenig später umbenannt in Superstratos und später in Napiersport, aus Poole unter Leitung von Lionel Gooch setzte die Produktion fort.

## Fahrzeuge
Das einzige Modell war der Corse, wie ihn zuvor Litton Cars herstellte. Es war die Nachbildung des Lancia Stratos.